# 9 Batalion Rozpoznawczy
9 Batalion Rozpoznawczy Strzelców Konnych (9 br) – pododdział rozpoznawczy Wojska Polskiego (Jednostka Wojskowa Nr 2949 i 2943).
Batalion sformowany został w 1949, w garnizonie Żagań, w składzie 11 Zmotoryzowanej Dywizji Piechoty. W 1953 dyslokowany został do garnizonu Żary. W 1961 przeformowany w 41 Kompanię Rozpoznawczą. W 1969, w garnizonie Żagań, odtworzony jako 9 Batalion Rozpoznawczy 11 Drezdeńskiej Dywizji Pancernej. Z dniem 29 kwietnia 1993 jednostka przyjęła dziedzictwo tradycji 10 Pułku Strzelców Konnych (1918-1947) i otrzymała nazwę wyróżniającą "Strzelców Konnych", a dzień 29 kwietnia ustanowiony został Świętem Batalionu. W grudniu 1993 jednostka przemianowana została na 10 Batalion Rozpoznawczy Strzelców Konnych. W 2010 batalion rozformowano.

## Żołnierze batalionu
- Janusz Ornatowski

## Skład organizacyjny
dowództwo i sztab
- kompania rozpoznawcza na BRDM
  - 2 plutony rozpoznawcze
  - pluton rozpoznawczy płetwonurków
- kompania rozpoznawcza na BWP-1
  - 3 plutony rozpoznawcze
- kompania specjalna
  - grupa dowodzenia
  - 5 grup rozpoznawczych
  - grupa płetwonurków
  - grupa łączności

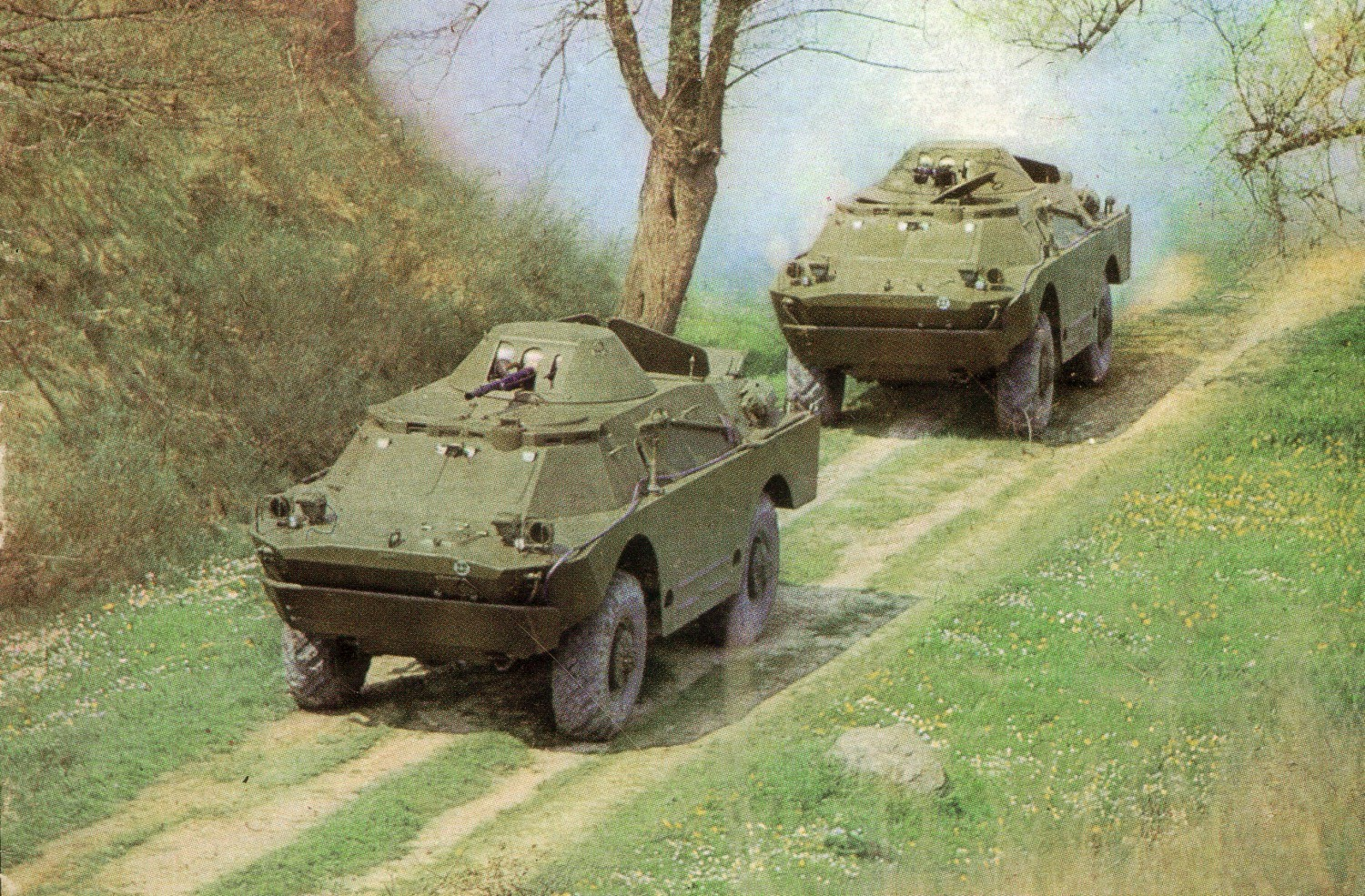
BRDM-2 – wóz rozpoznawczy 1 kr

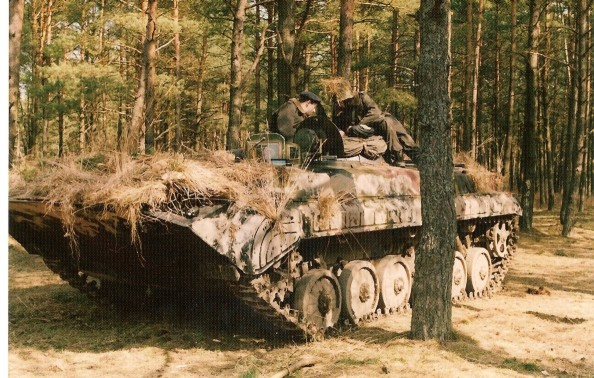
BWP 1- wóz na wyposażeniu 2 kr

  - instruktor spadochronowy + układacz spadochronów
- kompania rozpoznania radioelektronicznego
  - grupa analizy informacji
  - pluton rozpoznania systemów radiolokacyjnych
  - pluton rozpoznania radiowego UKF
  - pluton namierzania radiowego UKF
- pluton technicznego rozpoznania pola walki
- pluton łączności
- pluton remontowy
- pluton zaopatrzenia
- pluton medyczny